# Opel 10/24 PS
L'Opel 10/24 PS est une voiture de la catégorie luxueuse construite par Adam Opel KG qu'en 1911 pour succéder au modèle 10/20 PS. En 1912, la géométrie du moteur fut modifiée, mais la cylindrée resta presque la même et la puissance augmenta de 1 ch. Le résultat a été appelé Opel 10/25 PS. En 1913, une nouvelle amélioration des performances a conduit à l'Opel 10/28 PS, qui a été construite jusqu'en 1916.

## Historique et technologie
Si le moteur de la prédécesseur était composé de deux blocs de deux cylindres chacun, le moteur de la 10/24 PS était combiné en un seul bloc, mais il avait la même cylindrée que le moteur du modèle précédent. Le moteur était un moteur quatre cylindres d'une cylindrée de 2 614 cm³ (alésage × course = 80 mm × 130 mm), qui produisait 24 ch (17,6 kW) à 1 550 tr/min. Le moteur à commande latérale était refroidi par eau. La puissance du moteur était transmise à l'essieu arrière via un embrayage à cône en cuir, une boîte de vitesses manuelle à quatre vitesses et un arbre à cardan. La vitesse maximale de la voiture était de 65 km/h.
Le cadre était constitué de profilés en U en tôle en acier. Les deux essieux rigides étaient suspendus à des ressorts à lames trois quarts elliptiques. Le frein de service agissait sur l’arbre de sortie de la transmission. Le frein à main a été conçu comme un frein à tambours agissant sur les roues arrière.
La 10/24 PS avait quatre styles de carrosserie, une voiture de tourisme à quatre places, une voiture de tourisme à six places, une berline quatre portes et un landaulet. La variante la moins chère (la voiture de tourisme à quatre places), coûtait 8 500 Reichsmark.
En 1912, la géométrie du moteur fut modifiée : l'alésage augmenta à 84 mm et la course fut réduite à 118 mm. Le résultat était une cylindrée de 2 616 cm³ et une puissance de 25 ch (18,4 kW) à 1 550 tr/min. En conséquence, le modèle était désormais appelé 10/25 PS. La voiture a également reçu un nouveau châssis dont l'empattement est passé de 3 055 mm à 3 230-3 380 mm. Tous les autres détails techniques sont restés les mêmes.
En 1913, ce moteur reçut une nouvelle amélioration de ses performances. Il produisait désormais 30 ch (22 kW) à 1 600 tr/min. Le modèle s'appelait désormais 10/28 PS et il roulait à une vitesse maximale de 70 km/h.
En 1916, la construction de la 10/28 PS est arrêtée. La successeur était le modèle 12/34 PS, plus gros.